# Антипатър I Македонски
Вижте пояснителната страница за други личности с името Антипатър.
Антипатър I (на старогръцки: Ἀντίπατρος; на латински: Antipater) е цар на Древна Македония от 297 г. пр. Хр.|297]] до 294 г. пр. Хр. от династията Антипатриди.

## Биография
Той е син на македонски цар Касандър и Тесалоника Македонска, дъщеря на цар Филип II Македонски и Никесиполис и полусестра на Александър Велики. По бащина линия е внук на македонския пълководец Антипатър. Брат е на Филип IV Македонски и Александър V Македонски.
Антипатър се възкачва на трона през 296 г. пр. Хр. след смъртта на брат му Филип IV и управлява Македония заедно с брат си Александър V. Майка му е регентка и понеже има предпочитания към по-малкия Александър е убита по нареждане на Антипатър. След като брат му Александър V се съюзява първо с Деметрий I Полиоркет, а след това с Пир Антипатър бяга със съпругата си Евридика в Тракия при тъста си Лизимах и иска от него да го върне на трона. През 287 г. пр. Хр. Деметрий I Полиоркет е изгонен от Македония, но тогава Лизимах сам желае трона и нарежда убийството на Антипатър. Евридика е затворена.
В Македония следват няколко години чуждестранни царе: първо Пир (287–285 г. пр. Хр.), след това Лизимах (285–281 г. пр. Хр.), който е сменен от Птолемей Керавън (281–279 г. пр. Хр.). След него управлява малко Мелеагър, след него Антипатър II, който след 40 дена е убит от Состен.
Антипатър I понякога е обозначаван с числото II, за да се различава от дядо му Антипатър, който обаче не е бил цар.